# Seleção Ucraniana de Futsal Masculino
A Seleção Ucraniana de Futsal representa a Ucrânia em competições internacionais de futsal.

## Estatísticas

### Mundial de Futsal
| Ano   | Class         | J             | V             | E             | D             | GM            | GS            |
| ----- | ------------- | ------------- | ------------- | ------------- | ------------- | ------------- | ------------- |
| 1989  | Não se apurou | Não se apurou | Não se apurou | Não se apurou | Não se apurou | Não se apurou | Não se apurou |
| 1992  | Não se apurou | Não se apurou | Não se apurou | Não se apurou | Não se apurou | Não se apurou | Não se apurou |
| 1996  | 4º lugar      | 8             | 3             | 2             | 3             | 36            | 25            |
| 2000  | Não se apurou | Não se apurou | Não se apurou | Não se apurou | Não se apurou | Não se apurou | Não se apurou |
| 2004  | 6º lugar      | 6             | 3             | 1             | 2             | 16            | 15            |
| 2008  | 8º lugar      | 7             | 3             | 1             | 3             | 24            | 21            |
| 2012  | 5º lugar      | 5             | 3             | 1             | 1             | 21            | 13            |
| 2016  | 13º lugar     | 4             | 2             | 0             | 2             | 8             | 7             |
| 2021  | Não se apurou | Não se apurou | Não se apurou | Não se apurou | Não se apurou | Não se apurou | Não se apurou |
| 2024  |               |               |               |               |               |               |               |
| Total | 6/10          | 30            | 14            | 5             | 11            | 105           | 81            |

### Europeu de Futsal
| Ano   | Class         | J             | V             | E             | D             | GM            | GS            |
| ----- | ------------- | ------------- | ------------- | ------------- | ------------- | ------------- | ------------- |
| 1996  | 5º lugar      | 3             | 0             | 1             | 2             | 9             | 12            |
| 1999  | Não se apurou | Não se apurou | Não se apurou | Não se apurou | Não se apurou | Não se apurou | Não se apurou |
| 2001  | Vice-campeão  | 5             | 2             | 2             | 1             | 18            | 12            |
| 2003  | Vice-campeão  | 5             | 3             | 0             | 2             | 19            | 11            |
| 2005  | 4º lugar      | 5             | 2             | 0             | 3             | 8             | 12            |
| 2007  | 7º lugar      | 3             | 0             | 0             | 3             | 5             | 13            |
| 2010  | 5º lugar      | 3             | 1             | 1             | 1             | 9             | 9             |
| 2012  | 8º lugar      | 3             | 1             | 1             | 1             | 8             | 8             |
| 2014  | 5º lugar      | 3             | 1             | 1             | 1             | 2             | 2             |
| 2016  | 6º lugar      | 3             | 1             | 0             | 2             | 8             | 9             |
| 2018  | 6º lugar      | 3             | 1             | 0             | 2             | 6             | 8             |
| 2022  | 4º lugar      | 6             | 2             | 0             | 4             | 19            | 13            |
| Total | 11/12         | 39            | 13            | 6             | 20            | 105           | 101           |